# Odette Monard
Marcelle Odette Monard (* 5. August 1903 in Charenton-le-Pont; † 14. Januar 1989 in Paris) war eine französische Schwimmerin.

## Karriere
Monard nahm an den Olympischen Spielen 1924 in Paris teil. Hier scheiterte sie im Wettbewerb über 200 m Brust als Vierte ihres Vorlaufs am Finaleinzug.
Ihr Ehemann Albert Mayaud war zweifacher olympischer Teilnehmer und Olympiasieger.